# Nicolas Escudé
Nicolas Escudé (Chartres, 3 aprile 1976) è un allenatore di tennis ed ex tennista francese.
È il fratello maggiore del calciatore Julien Escudé.

## Biografia
Attaccante, abile nel gioco di volo, ottiene i suoi migliori risultati sulle superfici rapide. 

### Carriera sportiva
Nel 1993 esordisce sul palcoscenico che conta al Roland Garros, perdendo con Boris Becker 6-0, 6-3, 6-0.
Nel 1998 ha raggiunto le semifinali dell'Australian Open (ko con Marcelo Ríos), miglior risultato della carriera. Nel 1999 è giunto ai quarti degli Us Open, battuto da Andre Agassi. Si è messo in luce anche nel 2001, quando ha raggiunto i quarti anche a Wimbledon, venendo sconfitto ancora da Agassi. Suo miglior risultato al Roland Garros sono gli ottavi del 2004. Alla fine dello stesso anno, a causa dei cronici problemi fisici, si è ritirato prematuramente. Ha vinto due volte il torneo di Rotterdam - nel 2001 e nel 2002 - e vanta tre vittorie in carriera contro Roger Federer.
Membro della nazionale francese in Coppa Davis, ha segnato il punto decisivo nella finale contro l'Australia nel 2001 battendo Wayne Arthurs in 4 set.

### Dopo il ritiro
Dall'ottobre 2013 allena, insieme a Thierry Ascione, Jo-Wilfried Tsonga.

## Statistiche

### Singolare

#### Vittorie (4)
| Legenda                       |
| Grande Slam (0)               |
| Tennis Masters Cup (0)        |
| Masters Series (0)            |
| International Series Gold (2) |
| International Series (2)      |

| Numero | Data             | Torneo                                      | Superficie     | Avversario in finale | Punteggio        |
| 1.     | 3 ottobre 1999   | Grand Prix de Tennis de Toulouse, Tolosa    | Cemento indoor | Daniel Vacek         | 7–5, 6–1         |
| 2.     | 25 febbraio 2001 | ABN AMRO World Tennis Tournament, Rotterdam | Cemento indoor | Roger Federer        | 7–5, 3–6, 7–6(5) |
| 3.     | 24 febbraio 2002 | ABN AMRO World Tennis Tournament, Rotterdam | Cemento indoor | Tim Henman           | 3–6, 7–6(6), 6–4 |
| 4.     | 12 gennaio 2004  | Qatar Open ATP, Doha                        | Cemento        | Ivan Ljubičić        | 6-3, 7–6(4)      |

#### Finali perse (2)
| Legenda                       |
| Grande Slam (0)               |
| Tennis Masters Cup (0)        |
| Masters Series (0)            |
| International Series Gold (0) |
| International Series (2)      |

| Numero | Data             | Torneo                            | Superficie     | Avversario in finale | Punteggio        |
| 1.     | 25 giugno 2000   | Heineken Trophy, 's-Hertogenbosch | Erba           | Patrick Rafter       | 1-6, 3-6         |
| 2.     | 18 febbraio 2002 | Open 13, Marsiglia                | Cemento indoor | Thomas Enqvist       | 7–6(4), 3-6, 1-6 |

### Doppio

#### Vittorie (2)
| Legenda                           |
| Grande Slam (0)                   |
| ATP World Tour Finals (0)         |
| ATP Masters Series (1)            |
| ATP International Series Gold (0) |
| ATP International Series (1)      |

| Numero | Data             | Torneo                | Superficie     | Compagno        | Avversari in finale            | Punteggio |
| 1.     | 18 febbraio 2002 | Open 13, Marsiglia    | Cemento indoor | Arnaud Clément  | Julien Boutter Maks Mirny      | 6-4, 6-3  |
| 2.     | 2 novembre 2002  | Paris Masters, Parigi | Cemento indoor | Fabrice Santoro | Gustavo Kuerten Cédric Pioline | 6-3, 6-3  |